# Herschel (Einheit)
Das Herschel, benannt nach dem deutsch-britischen Astronomen Wilhelm Herschel, war eine 1942 vom US-amerikanischen Elektroingenieur Parry Moon vorgeschlagene Maßeinheit der Leuchtdichte in der Radiometrie. Ob die Einheit jemals offiziell benutzt wurde gilt als nicht gesichert.
1 Herschel = 1 Blondel = 1/{\displaystyle \pi } cd/m²